# Beatrice d’Este (Sforza)

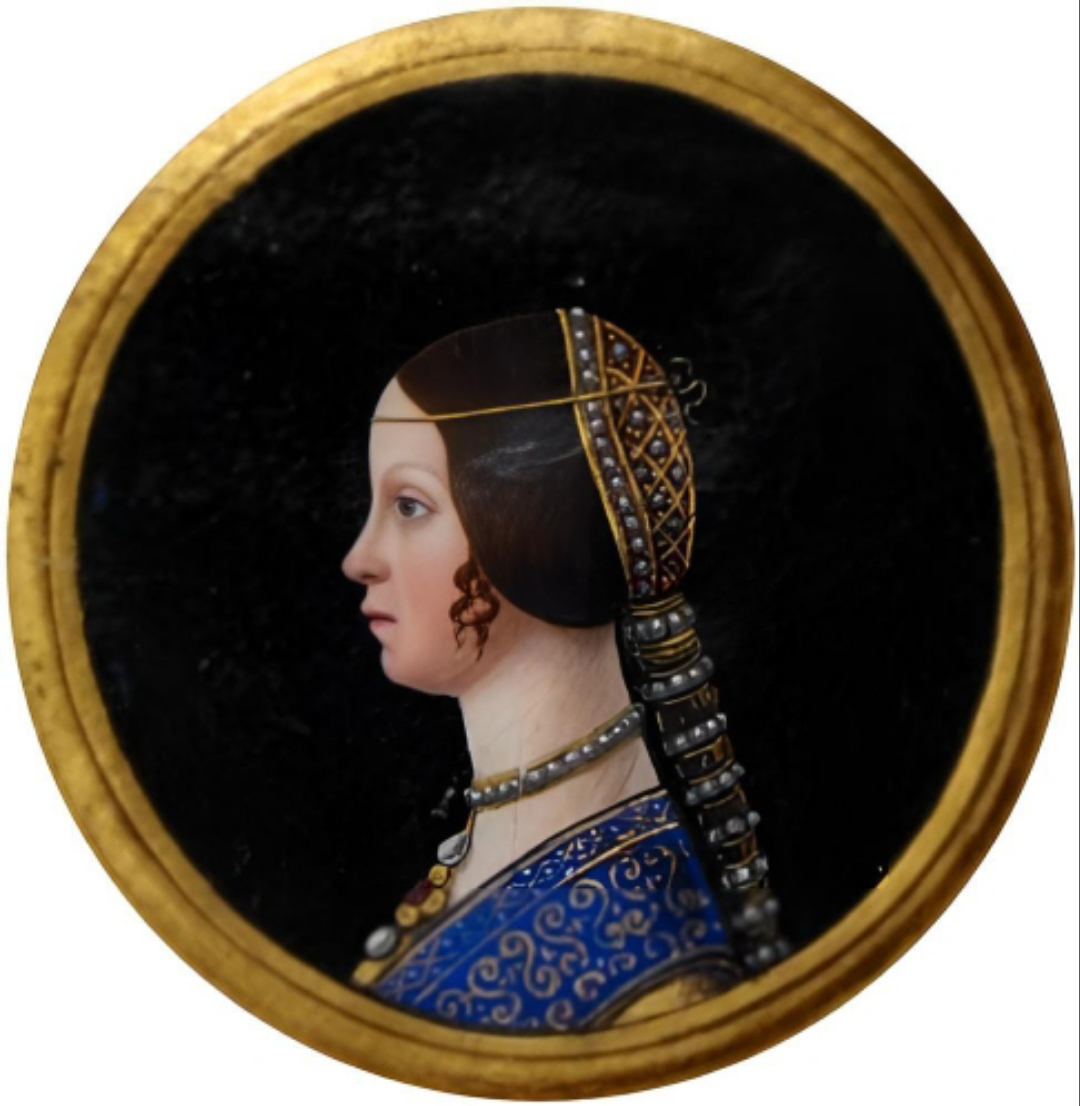
Beatrice d’Este als 18-Jährige

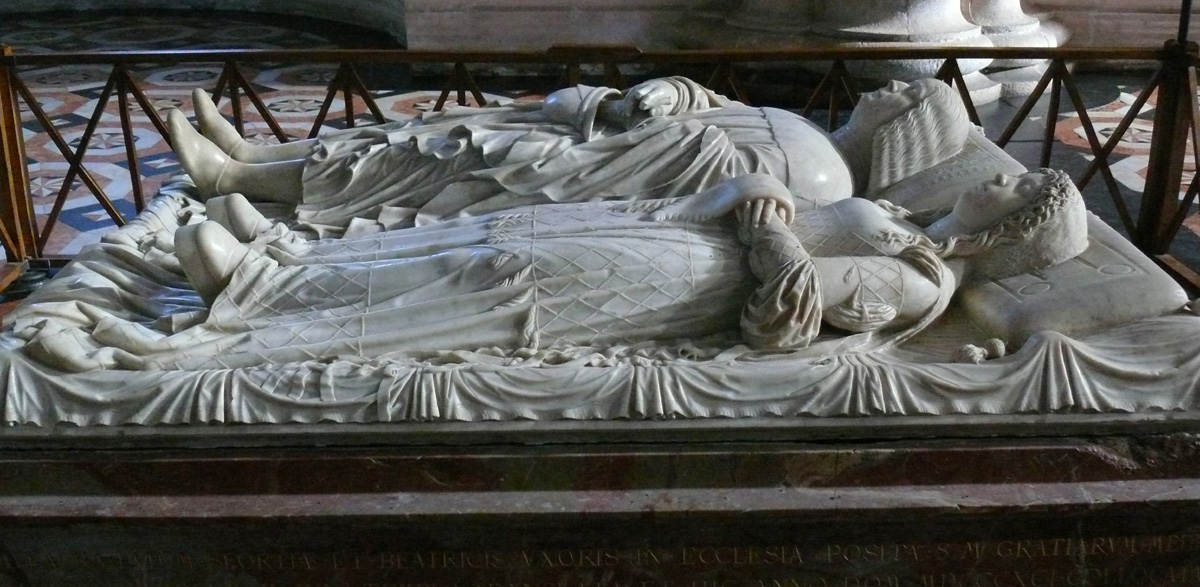
Grabmal von Ludovico Sforza und Beatrice d'Este in der Karthause von Pavia

Beatrice d’Este (* 29. Juni 1475; † 2. Januar 1497) war Herzogin von Mailand aus der Familie der Este.

## Leben
Beatrice war die zweite Tochter des Herzogs Ercole I. d’Este von Ferrara, Modena und Reggio und der Eleonora von Aragón. Unter ihren Geschwistern waren Isabella d’Este (1474–1539), Alfonso I. d’Este (1476–1534) und Ippolito I. d’Este (1479–1520). Sie heiratete als 16-jährige am 18. Januar 1491 den 40-jährigen Ludovico il Moro (1451–1508), den späteren (ab 1494) Herzog von Mailand, und wurde in ihrer Aufgabe als Mailänder Fürstin die Mäzenin Donato Bramantes, Ludovico Ariostos, und vor allem Leonardo da Vincis. Sie brachte selbst Künstler aus ihrer Heimatstadt Ferrara mit. In den sechs Jahren ihrer Ehe trieb sie darüber hinaus den Ausbau des Mailänder Kastells (Castello Sforzesco) und der Karthause von Pavia voran.
Sie war die Mutter von
- Massimiliano Sforza (1493–1530), Herzog von Mailand 1512–1515, und
- Francesco II. Sforza (1495–1535), Herzog von Mailand 1521–1535.

Bei der Totgeburt ihres dritten Sohnes starb Beatrice mit 21 Jahren. Sie wurde im Chor von Santa Maria delle Grazie in Mailand bestattet. Nach ihrem Tod beauftragte Ludovico il Moro den Bildhauer Cristoforo Solari (um 1460–1527) mit einem monumentalen Grabmal für sich und Beatrice, das aber nur zum Teil fertiggestellt wurde. Da Ludovico in Frankreich in Gefangenschaft starb und Beatrice in Mailand bestattet ist, wurde der fertiggestellte Teil des Monuments, die Liegefiguren des Paares, in die Karthause von Pavia überführt und ist heute im Querschiff der Kirche installiert.